# Quyền LGBT ở Monaco
Quyền đồng tính nữ, đồng tính nam, song tính và chuyển giới ở Monaco có thể phải đối mặt với những thách thức pháp lý mà những người không phải LGBT không gặp phải. Cả nam và nữ hoạt động tình dục đồng giới đều hợp pháp ở Monaco. Các cặp vợ chồng đồng giới và các hộ gia đình do các cặp đồng giới đứng đầu không đủ điều kiện cho các biện pháp bảo vệ pháp lý tương tự dành cho các cặp vợ chồng khác giới.
Monaco không công nhận các cặp đồng giới. Tuy nhiên, xã hội có xu hướng rất khoan dung đối với đồng tính luyến ái và các mối quan hệ đồng tính. Ngôn từ kích động thù địch và kích động thù hận dựa trên xu hướng tính dục đều bị cấm.

## Công nhận mối quan hệ đồng giới
Monaco không công nhận hôn nhân đồng giới hoặc kết hợp dân sự tương đương với hôn nhân. Tuy nhiên, bắt đầu từ năm 2020, Monaco sẽ cho phép các cặp đồng giới ký thỏa thuận chung sống (tiếng Pháp: Contrat de vie commune), trong đó có một số quyền và nghĩa vụ hạn chế.
Quá trình lập pháp dẫn đến việc công nhận các cặp đồng giới đã bắt đầu vào đầu những năm 2010. Vào tháng 11 năm 2010, một cuộc phỏng vấn đã đề cập rằng Jean-Charles Gardetto, một thành viên của Nghị viện Monaco và là luật sư, đang chuẩn bị một đề xuất về luật nhằm xác định một cách hợp pháp khái niệm sống thử, cho cả những cặp đôi dị tính và đồng tính. Vào ngày 18 tháng 6 năm 2013, đảng đối lập Union Monégasque đệ trình một dự luật lên Nghị viện sẽ thiết lập các thỏa thuận chung sống trung lập về giới. Dự luật ngay lập tức được gửi đến Ủy ban Quyền Phụ nữ và Gia đình để xem xét. Vào tháng 7 năm 2015, chủ tịch của ủy ban tuyên bố rằng cuộc đối thoại về dự luật sẽ bắt đầu vào cuối năm 2015. Ban đầu được gửi là pacte de vie commune, dự luật đã được sửa đổi để thành lập contrat de vie commune. Báo cáo viên của dự luật, Jean-Louis Grinda, một trong những nhà tài trợ của dự luật, đã nộp báo cáo vào ngày 7 tháng 9 năm 2016. Cần lưu ý rằng chính quyền Monaco đã công nhận người vợ lẽ từ năm 2008 và Tòa án Nhân quyền Châu Âu coi việc không công nhận các mối quan hệ đồng tính là trái với Công ước về Oliari và những người khác với Ý. Vào ngày 27 tháng 10 năm 2016, Hội đồng Quốc gia nhất trí thông qua nghị quyết, trao cho Chính phủ nhiệm vụ soạn thảo dự luật thành lập các hiệp hội như vậy. Vào ngày 27 tháng 4 năm 2017, Chính phủ đã phản ứng tích cực với đề xuất này và cho biết sẽ đưa ra một dự thảo luật vào tháng 4 năm 2018, sau các cuộc bầu cử dự kiến vào tháng 2 năm 2018.
Dự luật thỏa thuận chung sống (Contrat de vie commune) cuối cùng đã được giới thiệu vào Quốc hội Monaco vào ngày 16 tháng 4 năm 2018. Theo dự luật, các cặp vợ chồng cùng giới và khác giới sẽ được coi là ngang hàng với anh chị em vì thuế thừa kế và không cùng mức với các cặp vợ chồng. Thỏa thuận, dành cho anh chị em và cha mẹ và trẻ em, cũng cung cấp một tập hợp các quyền tài sản và nghĩa vụ đối ứng.  Contrat  được ký trước một công chứng viên và sau đó gửi tại cơ quan đăng ký công cộng. Vào ngày 4 tháng 12 năm 2019, Hội đồng Quốc gia nhất trí thông qua dự luật. Luật này dự kiến sẽ có hiệu lực vào năm 2020, sáu tháng sau khi được công bố trên Tạp chí của Monaco.

## Bảng tóm tắt
| Hoạt động tình dục đồng giới hợp pháp                                                                                       | (Từ năm 1793)                              |
| Độ tuổi đồng ý | (Từ năm 1793)                              |
| Luật chống phân biệt đối xử trong việc làm                                                                                  | No                                         |
| Luật chống phân biệt đối xử trong việc cung cấp hàng hóa và dịch vụ                                                         | No                                         |
| Luật chống phân biệt đối xử trong tất cả các lĩnh vực khác (bao gồm phân biệt đối xử gián tiếp, ngôn từ kích động thù địch) | (Từ năm 2005)                              |
| Luật chống phân biệt đối xử liên quan đến bản dạng giới                                                                     | No                                         |
| Hôn nhân đồng giới | No                                         |
| Công nhận các cặp đồng giới (ví dụ: kết hợp dân sự)                                                                         | (Có hiệu lực từ ngày 1 tháng 7 năm 2020)   |
| Con nuôi của các cặp vợ chồng đồng giới                                                                                     | No                                         |
| Con nuôi chung của các cặp đồng giới                                                                                        | No                                         |
| Người LGBT được phép phục vụ công khai trong quân đội                                                                       | Không có quân đội                          |
| Quyền thay đổi giới tính hợp pháp                                                                                           | No                                         |
| Liệu pháp chuyển đổi bị cấm ở trẻ vị thành niên                                                                             | No                                         |
| Truy cập IVF cho đồng tính nữ                                                                                               | No                                         |
| Mang thai hộ cho các cặp đồng tính nam                                                                                      | (Không được phép bất kể xu hướng tình dục) |
| NQHN được phép hiến máu |                                            |